# Cachemire chinois
Cet article court présente un sujet plus développé dans plusieurs articles dérivés.

Carte du Cachemire, divisée entre les parties administrées par la Chine (en jaune), l'Inde (en bleu) et le Pakistan (en vert).

Le Cachemire chinois est une expression faisant référence aux parties du Cachemire administrées par la république populaire de Chine.
Les subdivisions territoriales concernées sont :
- l'Aksai Chin, entre les régions autonomes du Tibet et du Xinjiang ;
- la vallée de Shaksgam, dans la région autonome ouïghoure du Xinjiang.

La superficie totale du Cachemire chinois est de 42 685 km².